# Liste der Baudenkmäler in Weßling

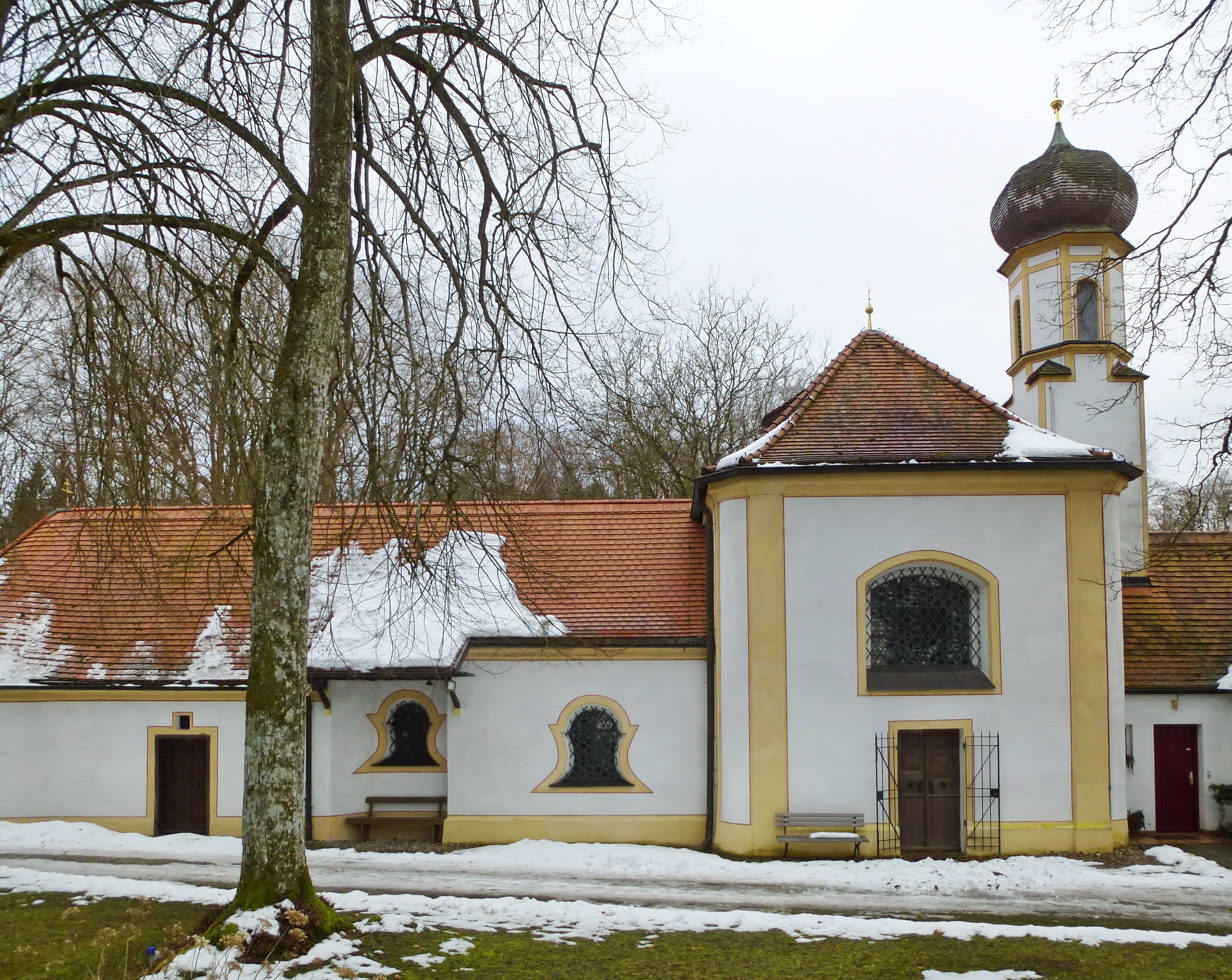
Wallfahrtskapelle Maria Hilf in Grünsink

Auf dieser Seite sind die Baudenkmäler in der oberbayerischen Gemeinde Weßling zusammengestellt. Diese Tabelle ist eine Teilliste der Liste der Baudenkmäler in Bayern. Grundlage ist die Bayerische Denkmalliste, die auf Basis des Bayerischen Denkmalschutzgesetzes vom 1. Oktober 1973 erstmals erstellt wurde und seither durch das Bayerische Landesamt für Denkmalpflege geführt wird. Die folgenden Angaben ersetzen nicht die rechtsverbindliche Auskunft der Denkmalschutzbehörde.

## Baudenkmäler nach Ortsteilen

### Weßling
| Lage                                                      | Objekt                              | Beschreibung | Akten-Nr.     | Bild           |
| --------------------------------------------------------- | ----------------------------------- | --- | ------------- | -------------- |
| Alzheimergaßl 5; Uferweg (Standort)                       | Villa Bletschacher                  | Zweigeschossiger Walmdachbau mit rundem Erkerturm und Altane, von Max Ostenrieder 1898 erbaut, Ausbauten 1938; Tuffstein-Garteneinfriedung mit Eingangspavillon, gleichzeitig. | D-1-88-144-11 | weitere Bilder |
| Alzheimergaßl 10 (Standort)                               | Villa Roiger                        | Zweigeschossige Anlage mit Walm- und Satteldächern, Erkerturm und Zwerchgiebeln, von Max Ostenrieder, um 1903/05; Garteneinfriedung Tuffstein, gleichzeitig; Gärtnerhaus, mit Krüppelwalmdach, gleichzeitig. | D-1-88-144-12 | weitere Bilder |
| Am Kreuzberg 1 (Standort)                                 | St. Mariä Himmelfahrt               | Alte Katholische Pfarrkirche, Turm wohl Ende 15. Jahrhundert, Langhaus 1773. Alter Friedhof mit Backstein- und Bruchsteinummauerung und Grabdenkmälern des späten 19. bis frühen 20. Jahrhunderts. | D-1-88-144-3  | weitere Bilder |
| Am Kreuzberg 3; Uferweg 13 (Standort)                     | Ehemaliger Pfarrhof                 | Zweigeschossiger Satteldachbau, mit Wohn- und Wirtschaftsteil, durch Putzbänder gegliedert, 1877, im Kern wohl älter. | D-1-88-144-7  | weitere Bilder |
| Gautinger Straße 17 (Standort)                            | Villa Pachtner                      | Zweigeschossiger Walmdachbau mit schräggestellten, von Dreiecksgiebeln bekrönten Eckerkern, neuklassizistisch, von Eduard Thom, 1924. | D-1-88-144-1  | weitere Bilder |
| Mariengaßl (Standort)                                     | Mariensäule                         | 1876. | D-1-88-144-5  | weitere Bilder |
| Obere Seefeldstraße 2 (Standort)                          | Villa Thamisch                      | Zweigeschossiger Satteldachbau, mit originellem, über dem Südgiebel aufgesteiltem Krüppelwalmdach, hölzernen Balkonausbauten und Erker, im Heimatstil, von Valentin Wolff, 1906; zugehörig waldartiger Garten mit Teehaus als Blockhaus, bauzeitlich.                                                                                      | D-1-88-144-2  | weitere Bilder |
| Schulstraße 23; Schulstraße 25; Schulstraße 27 (Standort) | Katholische Pfarrkirche Christkönig | Saalbau mit Turm mit gedehnter Zwiebelhaube, von Thomas Wechs, 1939; mit Ausstattung; südlich anschließender Trakt mit Pfarrhaus; nördlich anschließender Friedhof, beide gleichzeitig. | D-1-88-144-9  | weitere Bilder |
| Seeweg (Standort)                                         | Heiligensäule                       | Säule mit Figur des Heiligen Joseph mit Kind, 1877. | D-1-88-144-8  | weitere Bilder |
| Seeweg 8 (Standort)                                       | Villa                               | Zweigeschossiger Schopfwalmdachbau mit Eckturm, Zwerchgiebel und Veranda, um 1900. | D-1-88-144-10 | BW             |
| Uferweg 2 (Standort)                                      | Villa Ostenrieder                   | Eingeschossiger Satteldachbau mit Giebelerker und Eckerkerturm mit Zwiebelhaube, von Max Ostenrieder, durch Umbau eines älteren Bauernhauses, um 1900; Garteneinfassung aus Tuffsteinmauerwerk mit Torbogen und Salettl, gleichzeitig; Kutscherhaus, eingeschossiger, verputzter Krüppelwalmdachbau, wohl letztes Viertel 19. Jahrhundert. | D-1-88-144-6  | weitere Bilder |

### Grünsink
| Lage                        | Objekt                       | Beschreibung | Akten-Nr.     | Bild           |
| --------------------------- | ---------------------------- | --- | ------------- | -------------- |
| Grünsink 1 und 2 (Standort) | Wallfahrtskapelle Maria Hilf | Kleine barocke Kapelle, 1762/63, 1774 um quadratischen Vorraum und Turm erweitert, mit angeschlossener Sakristei und ehemalige Schule; mit Ausstattung; westlich angeschlossenes Eremitenhaus, 1774. (Zur Geschichte der Kapelle) | D-1-88-144-13 | weitere Bilder |

### Hochstadt
| Lage                       | Objekt           | Beschreibung | Akten-Nr.     | Bild           |
| -------------------------- | ---------------- | --- | ------------- | -------------- |
| Kirchenstraße 1 (Standort) | Kirche St. Jakob | Katholische Filialkirche, spätgotisch, wohl 15. Jahrhundert, barockisiert im 18. Jahrhundert, Turm auf dem Chor aufsitzend 1752, 1950 neu aufgebaut, Langhaus modern erweitert; mit Ausstattung. | D-1-88-144-14 | weitere Bilder |

### Mischenried
| Lage                            | Objekt  | Beschreibung | Akten-Nr.     | Bild           |
| ------------------------------- | ------- | --- | ------------- | -------------- |
| Mischenried 1 und 1c (Standort) | Gutshof | Ehemalige Schwaige des Klosters Dießen. Herrenhaus mit Steilgiebel, wohl noch 16. Jahrhundert. Angeschlossene Kapelle mit Verbindungsgang zum Haus, 18. Jahrhundert, profaniert. | D-1-88-144-15 | weitere Bilder |

### Oberpfaffenhofen
| Lage                                                | Objekt                            | Beschreibung | Akten-Nr.     | Bild                |
| --------------------------------------------------- | --------------------------------- | --- | ------------- | ------------------- |
| Argelsrieder Straße (Standort)                      | Mariensäule                       | Figur in Gusseisen, 1883. | D-1-88-144-20 | weitere Bilder      |
| Bischof-Josef-Weg 5; Bischof-Josef-Weg 7 (Standort) | Kirche Heilig Kreuz               | Neue Katholische Pfarrkirche, von Thomas Wechs, 1934; mit Ausstattung; Leichenhalle und Einfriedungsmauern gleichzeitig. | D-1-88-144-17 | Kirche Heilig Kreuz |
| Gautinger Straße 36 (Standort)                      | Schwedenvilla                     | Eingeschossiger Walmdachbau über hohem Sockelgeschoss, auf der Südseite großer Giebelrisalit, symmetrisch mit Balkon, Terrasse und doppelläufiger Freitreppe, neuklassizistisch, wohl um 1910; neubarockes Parktor.                      | D-1-88-144-19 | weitere Bilder      |
| Gautinger Straße 40 (Standort)                      | Pfarrhaus                         | Zweigeschossiger Walmdachbau, mit reicher neubarocker Fassadengliederung, 1904. | D-1-88-144-18 | Pfarrhaus           |
| Gautinger Straße 44 (Standort)                      | Katholische Pfarrkirche St. Georg | Katholische Pfarrkirche, achteckiger Chorturm, um 1455 oder 1467, Langhaus wohl 18. Jahrhundert, auf älterer Grundlage; mit Ausstattung; Friedhof mit Backsteinummauerung und Grabdenkmälern des späten 19. bis frühen 20. Jahrhunderts. | D-1-88-144-16 | weitere Bilder      |

## Abgegangene Baudenkmäler
In diesem Abschnitt sind Objekte aufgeführt, die früher einmal in der Denkmalliste eingetragen waren, jetzt aber nicht mehr existieren, z. B. weil sie abgebrochen wurden. Aktennummern in diesem Abschnitt sind ehemalige, jetzt nicht mehr gültige Aktennummern.

| Lage                              | Objekt     | Beschreibung                                                                                     | Akten-Nr. | Bild           |
| --------------------------------- | ---------- | ------------------------------------------------------------------------------------------------ | --------- | -------------- |
| Weßling Hauptstraße 24 (Standort) | Bauernhaus | Ehemaliges Bauernhaus, Mitterstalltyp mit korbbogigen Tennen- und Wagentoren, wohl um 1820/1840. |           | weitere Bilder |